# Татищевські звістки
Татищевські звістки (рос. Татищевские известия; англ. Tatishchev information, «Татищева інформація») – група історіографічних текстів, написаних істориком Імперська Росія Василь Татищев (1686–1750) і посмертно опублікована в його книзі «История Российская» («Історія Росії», опубліковані з 1768 року і пізніше), що містить інформацію, яка не має аналогів у відомих на сьогоднішній день історичних джерелах. Радянський історик Яков С. Лурье (1968) визначив її як «дані, що містяться лише у цього історика", тобто у працях Татищева. Американський історик Едвард К. Таден (Edward C. Thaden, 1986) описав «Татищева інформацію» як «інформацію, яку не можна знайти в жодному відомому руському літописі, а тільки в Татищева». Походження та достовірність інформації є дискусійними; їх можна вважати вигадками історії, створеними самим Татищевим. Так званий «Іоакимівському літопису», який так і не був знайдений, дослідники вважають найсумнівнішою частиною татищевська звістка.
– Яков С. Лурье (1968)
Татищев часто не посилався на свої джерела, що вимагало від пізніших критичних істориків з'ясування того, звідки він брав свою інформацію. Після того, як було виявлено кілька джерел, тексти Татищева, які залишалися неврахованими (наприклад, так званий «Іоакимівський літопис»), стали відомі як «татищевські звістки», яким не варто довіряти, доки вони не будуть підкріплені іншим збереженим джерелом. Це тексти різної довжини, від одного-двох доданих слів до великих оповідань, що включають розлогі промови князів і бояр. Іноді Татищев коментує ці розповіді у примітках, посилаючись на літописи, невідомі сучасній науці, або не ідентифіковані достовірно («Ростовський», «Голіцинський», «Раскольничий», «Літопис Симона єпископа»). Однак у більшості випадків джерело оригінальної звістки Татищев не вказує.
Історик Микола Карамзін 19 століття був одним з перших критиків сумнівних тверджень Татищева щодо «Іоакимівського літопису» та інших його сумнівних текстів, називаючи їх «вигадками» та «фантазіями». З іншого боку, Сергій Соловйов (1820—1879) без проблем широко використовував праці Татищева та пізні літописи (такі як сильно інтерпольований «Никонівський літопис»),  що привело його до конфлікту з більш обережним російсько-українським істориком Микола Костомаров (1817—1885), якого Соловйов звинуватив у «дріб'язковій історичній критиці».
У 1920 році філолог Олексій Шахматов помітив багато розбіжностей між друкованою (другою) редакцією «Історії Росії» та рукописною (першою) редакцією. Він дійшов висновку, що під час роботи над текстом Татищев зробив численні доповнення власного винаходу; за великим рахунком, це були інтерполяції, які не зустрічаються в жодних джерелах. Між 1962 і 1968 роками Академія наук Радянського Союзу опублікувала критичне видання «Історії Росії» та інших праць Татищева (деякі з них ще не були опубліковані) з метою наукової перевірки достовірності всіх його тверджень. С.Л. Пештич (1965) показав, що навіть у своїй першій редакції, а особливо у другій, Татищев вигадував «факти», які відповідали його власним переконанням, наприклад, що монархи повинні мати високі моральні принципи, торгівля повинна отримувати державне покровительство, повинна існувати релігійна толерантність і так далі.
У 1968 році радянський історик Яков С. Лурье популяризував термін «татищевські звістки» для позначення всіх безджерельних або погано досліджених сумнівних тверджень, які Татищев коли-небудь робив у своїх працях і які не можуть бути підтверджені іншими джерелами, що збереглися. Він додав, що інтерпретації Татищева були «своєрідними байками», які не обов'язково були «нечесними» вставками, але що «науковці, які намагаються використовувати його історію як джерело, дійсно небезпечні». Лурье звинуватив Георгія Вернадського у некритичному переробленні татищевську звістку в його книзі Kievan Russia («Київська Росія», 1948) про нібито комерційний договір, який Володимир Святославич нібито уклав з Волзькі булгари у 1006 році. Це міститься лише в другій (друкованій) редакції «Історії Росії» Татищева, а не в його першій редакції, і не відомо з жодного іншого джерела, але дуже добре вписується у власну теорію меркантилізму Татищева. Вернадський знав, що С. Л. Пештич у 1946 році написав статтю, в якій стверджував, що немає жодних доказів існування такого договору, «але [Вернадський] не прийняв його висновків і ніяк їх не спростував». Так само Вернадський писав, що «дані Татищева добре вписуються в загальну історичну картину» про те, що Роман Ростиславич Смоленський і Костянтин Всеволодович Суздальський заснували школи в 12-му і 13-му століттях. Однак це зафіксовано лише в другій редакції Татищева, більше ніде, і здається, що це радше відлуння просвітницьких ідей Татищева про важливість освіти, аніж відображення історичних джерел.
Український історик Олексій Толочко опублікував детальний аналіз «Історії Росії» у 2005 році, підсумувавши питання так: коли є щось, написане Татищевим, що «зовсім невідоме в інших джерелах», це «треба вважати “татищевськими звістками” і, отже, підозрілим» (за словами Дональда Островського).

## Виноски
1. ↑  'Попри дискусійність окремих висновків Олексія Толочка, він усе ж має рацію, що ці татищевські “звістки” та “давні літописи” (насамперед Йоахимівський) є, радше, містифікацією видатного російського історика.'[1]